# 中京五社会
中京五社会（ちゅうきょうごしゃかい）は、かつて愛知県に存在した暴力団の親睦団体。稲葉地一家（名古屋市）、平野屋一家（名古屋市）、導友会（名古屋市）、瀬戸一家（瀬戸市）、運命共同会（名古屋市）の5団体が加盟しており、各々は愛知県のみならず岐阜県、静岡県、三重県などに縄張りを有していた。

## 歴史
鉄心会・中京浅野会・平井一家は五代目山口組を背景に勢力を伸ばしていた弘道会に対抗して運命共同会を結成していたが、中京戦争の後に運命共同会と導友会・稲葉地一家・瀬戸一家・平野屋一家が反山口組同盟として親睦団体中京五社会を結成する。
しかし、1991年（平成3年）、運命共同会傘下の鉄心会の一部の組員が弘道会へ移籍。運命共同会が移籍を求めた鉄心会組員全員を破門にしたことから名古屋抗争が勃発し、これで弘道会の攻撃を受けた運命共同会・中京五社会は瓦解。五社会を構成していた組のうち、中京浅野会（運命共同会）・平野屋一家・導友会・稲葉地一家は後に五代目山口組弘道会傘下となった。平井一家（運命共同会）と瀬戸一家は五代目山口組直参となった。